# محسن هجری
محسن هجری(متولد ۱۳۴۲ در بروجرد)، نویسنده و روزنامه نگار ایرانی است.

## زندگینامه
محسن هجری در خرداد سال ۱۳۴۲ در شهر بروجرد زاده شد، او در سن سی و دو سالگی شروع به نوشتن کرد.

## فعالیت ها
- نویسندگی
- نقد ادبیات کودک و نوجوان
- عضویت در تحریریهٔ کتاب ماه کودک ونوجوان
- سردبیری همشهری محله
- تدریس ادبیات کودک در مرکز آموزش کانون پرورش کودکان و نوجوانان
- دبیری انجمن نویسندگان کودک و نوجوان
- و….[۱]

## تالیفات
- ۱. آتشی به لطافت بنفشه‌ها
- ۲. آخرین موج
- ۳. ایستاده برخاک
- ۴. یک سبد خاطره
- ۵. طلوع آن ستاره
- ۶. پدر خاک
- ۷. فصل چیدن
- ۸. سربداران
- ۹. داستان فکر ایرانی
- ۱۰. چشم عقاب (رُمان تاریخیِ حمله مغول‌ها به ایران و فتح قلعه الموت در قالب طرح رمان نوجوان امروز)
- ۱۱. درآمدی بر بیداری مردم
- ۱۲. در پرتو مشروطه‌خواهی
- ۱۳. تبلیغ دینی برای کودکان و نوجوانان (پژوهش)
- ۱۴. تحقیق چیست؟ محقق کیست؟[۱]
- ۱۵. اقلیم هشتم (رمان با موضوع زندگی شیخ شهاب‌الدین سهروردی).[۲]